# Michelle Desrochers
Michelle Desrochers, née le 27 octobre 1994 à Châteauguay, est une humoriste québécoise.

## Biographie
Michelle Desrochers est née le 27 octobre 1994 à Châteauguay au Québec. Elle est la troisième d'une famille de quatre enfants.

### Études
Michelle Desrochers fait ses études secondaires à l'école secondaire Louis-Philippe Paré. Elle fait partie de la promotion 2010. Par la suite, elle entreprend une formation préuniversitaire en arts, lettres et communication au Cégep du Vieux Montréal, dans le profil création littéraire. Elle obtient son diplôme en 2013. Pour son parcours universitaire, elle entame en 2013 un baccalauréat en études de langue française à l'Université de Montréal.
En 2017, elle intègre l'École nationale de l'humour. Elle obtient son diplôme en 2019.

### Carrière professionnelle
Sa carrière dans le milieu artistique débute en 2018. En mars, elle présente son premier spectacle solo, intitulé All dressed lors de la soirée Chère Femme organisée par l'Open mic du Rouge café, à La Sarre. Le spectacle affichera complet. Pendant l'été 2018, elle fera des apparitions dans divers festivals d'humour à Montréal, notamment le Minifest et le Zoofest organisé par le festival Juste pour rire.
En juillet 2019, elle participe pour la première fois au podcast Mike Ward Sous écoute en compagnie de François Bellefeuille. En septembre 2019, elle devient chroniqueuse à l'émission La soirée est encore jeune. Elle y fera plusieurs apparitions.
En septembre 2020, elle fait partie de la compétition humoristique Le prochain stand-up, diffusée sur la chaîne Noovo. Elle est éliminée en demi-finale après avoir perdu le vote du public. La même année, elle fera plusieurs apparitions télé. Elle participe aussi à la création d'une extension pour le jeu de société québécois L'Osti d'jeu.
En 2021, elle fait à nouveau plusieurs apparitions télé, et prend part à plusieurs festivals et galas tels que le festival Juste pour rire ou le ComediHa! Fest-Québec.
En janvier 2022, elle fait partie de la distribution de la deuxième saison de l'adaptation québécoise de Big Brother Célébrités. Elle est évincée à la quatrième semaine.
En 2022, elle annonce qu'elle part en rodage de son premier spectacle solo, intitulé Michelle Desrochers. La même année, elle lance un podcast avec sa sœur Stéphanie intitulé Les sœurs boulottes,.
Le 19 avril 2023, elle annonce sur ses réseaux sociaux le titre de son nouveau spectacle, Pelote.

## Filmographie

### Télévision
- 2012 : Prière de ne pas envoyer de fleurs
- 2016 : Traits d'humour
- 2019 : Roast Battle: le grand duel
- 2019 : On va se le dire
- 2019 : Faites-moi rire!
- 2020 : La semaine des 4 Julie
- 2020 : Coup de cochon
- 2020 : Le prochain stand-up
- 2020 : Corde raide
- 2020 : Le prochain stand-up
- 2020 : Le WiFi Comédie Club
- 2021 : Les Beaux Malaises 2.0
- 2021 : Le Punch Club
- 2021 : Dans ma tête
- 2021 : Big Brother Célébrités

## Distinctions

### Nominations

#### Gala Les Olivier
- 2021 - Capsule ou sketch radio humoristique de l'année[15]
- 2023 - Découverte de l'année[16]